# Giovanni Fedini

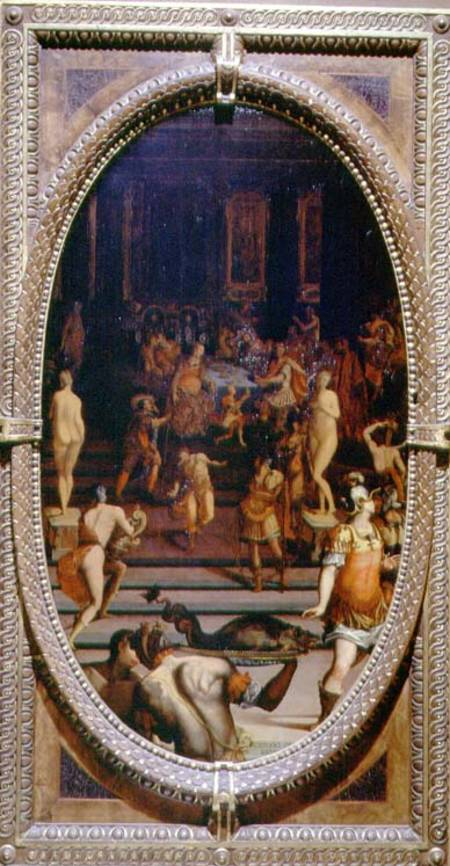
El anillo de Policrates, Studiolo de Francisco I, Palazzo Vecchio, Florencia.

Giovanni Fedini (documentado entre 1563 y 1599) fue un pintor manierista italiano.

## Biografía
Colaboró con Giorgio Vasari en el proyecto decorativo del Studiolo de Francisco I en el Palazzo Vecchio de Florencia. Suyo es un lienzo con el tema de El anillo de Policrates (1572).
Formado en el círculo de Agnolo Bronzino, Freedberg hace una breve mención de Fedini en su monografía, considerándolo un artista menor, de un nivel poco superior a un artesano.
Fedini también tiene un papel dentro de la historia de la música. Es el autor de una breve comedia, Le due Persilie (estrenada en 1583), que sirvió de intermedio musical (seis músicos compusieron la partitura para la pieza) en una velada presidida por las varias princesas Medici. Dicha pieza es uno de los precedentes de la ópera, que más o menos contemporáneamente nació del talento de hombres como Claudio Monteverdi.
Pocos datos más se conocen de su vida, excepto que tenía su taller en las cercanías de la Santísima Annunziata, en un local propiedad de dicha iglesia.